# Зіан Флеммінг
Зіан Флеммінг (нід. Zian Flemming; нар. 1 серпня 1998, Амстердам) — нідерландський футболіст, півзахисник, нападник англійського клубу «Бернлі».
Виступав, зокрема, за клуби «Неймеген» та «Фортуна» (Сіттард).

## Ігрова кар'єра
Народився 1 серпня 1998 року в місті Амстердам. Вихованець футбольної школи клубу «Аякс».

### «Йонг Аякс»
1 вересня 2017 року дебютував за команду «Йонг Аякс» у матчі проти «Йонг ПСВ» та став автором забитого голу. За підсумками сезону 2017–18 Флеммінг провів 25 матчів.

### Зволле
2 травня 2018 року Флеммінг підписав трирічний контракт з клубом «Зволле». У першому сезоні Зіан відіграв за «Зволле» 28 матчів і забив шість голів. Його найпомітніша гра була в Кубку Нідерландів в переможному матчі 5–2 проти клубу Де Графсхап в якому він став автором чотирьох голів.

### Неймеген (оренда)
2 вересня 2019 року Флеммінг на правах оренди перейшов до клубу «Неймеген». 13 вересня він дебютував у виїзній грі 2–2 проти «Ден Босха». 27 вересня Зіан відзначився забитим голом у грі проти «Гоу Егед Іглз», яка завершилась внічию 3–3. З 13 голами став найкращим бомбардиром «Неймегена». Після завершення сезону повернувся до «Зволле».

### Фортуна (Сіттард)
26 серпня 2020 року Флеммінг підписав чотирирічний контракт з клубом «Фортуна» (Сіттард). 12 вересня дебютував у програній грі 0–2 «Твенте». 26 вересня Флеммінг зробив дубль у грі проти АЗ, яка завершилась внічию 3–3. За підсумками сезону він провів 35 матчів та забив 15 голів, а «Фортуна» фінішувала на 11-му місці.

### Міллволл
25 червня 2022 року Зіан уклав трирічний контракт з англійським клубом «Міллволл». 12 листопада 2022 року, Флеммінг оформив перший хет-трик в кар'єрі в переможній грі 4–2 проти «Престон Норт-Енд».

### Бернлі (оренда)
31 серпня 2024 року, Зіан приєднався до команди «Бернлі» на правах оренди з правом викупу.
20 травня 2025 року «Бернлі» оголосив, що гравець приєднається до клубу на постійній основі.

## Статистика виступів

### Статистика клубних виступів
Станом на 26 квітня 2025
| Команда             | Сезон             | Ліга              | Ліга | Ліга  | Національний кубок | Національний кубок | Кубок ліги | Кубок ліги | Інші змагання | Інші змагання | Усього | Усього |
| Команда             | Сезон             | Дивізіон          | Ігор | Голів | Ігор               | Голів              | Ігор       | Голів      | Ігор          | Голів         | Ігор   | Голів  |
| ------------------- | ----------------- | ----------------- | ---- | ----- | ------------------ | ------------------ | ---------- | ---------- | ------------- | ------------- | ------ | ------ |
| «Йонг Аякс»         | 2017–18           | Еерстедивізі      | 25   | 6     | —                  | —                  | —          | —          | —             | —             | 25     | 6      |
| «Зволле»            | 2018–19           | Ередивізі         | 25   | 2     | 3                  | 4                  | —          | —          | —             | —             | 28     | 6      |
| «Зволле»            | 2019–20           | Ередивізі         | 4    | 0     | —                  | —                  | —          | —          | —             | —             | 4      | 0      |
| «Зволле»            | Разом             | Разом             | 29   | 2     | 3                  | 4                  | —          | —          | —             | —             | 32     | 6      |
| «Неймеген» (оренда) | 2019–20           | Еерстедивізі      | 24   | 13    | 1                  | 0                  | —          | —          | —             | —             | 25     | 13     |
| «Фортуна» (Сіттард) | 2020–21           | Ередивізі         | 33   | 12    | 2                  | 3                  | —          | —          | —             | —             | 35     | 15     |
| «Фортуна» (Сіттард) | 2021–22           | Ередивізі         | 28   | 12    | 0                  | 0                  | —          | —          | —             | —             | 28     | 12     |
| «Фортуна» (Сіттард) | Разом             | Разом             | 61   | 24    | 2                  | 3                  | —          | —          | —             | —             | 63     | 27     |
| «Міллволл»          | 2022–23           | Чемпіоншип        | 43   | 15    | 1                  | 0                  | 0          | 0          | —             | —             | 44     | 15     |
| «Міллволл»          | 2023–24           | Чемпіоншип        | 46   | 7     | 1                  | 1                  | 1          | 0          | —             | —             | 48     | 8      |
| «Міллволл»          | Разом             | Разом             | 89   | 22    | 2                  | 0                  | 1          | 0          | —             | —             | 92     | 23     |
| «Бернлі» (оренда)   | 2024–25           | Чемпіоншип        | 35   | 12    | 2                  | 2                  | —          | —          | —             | —             | 37     | 14     |
| Усього за кар'єру   | Усього за кар'єру | Усього за кар'єру | 262  | 77    | 10                 | 10                 | 1          | 0          | —             | —             | 273    | 87     |